# Албајн (Вајоминг)
Албајн (енгл. Albin) град је у америчкој савезној држави Вајоминг.

## Демографија
По попису из 2010. године број становника је 181, што је 61 (50,8%) становника више него 2000. године.
| Група             | 2000.       | 2010.       |
| Белци             | 107 (89,2%) | 117 (64,6%) |
| Афроамериканци    | 0 (0,0%)    | 0 (0,0%)    |
| Азијати           | 1 (0,8%)    | 1 (0,6%)    |
| Хиспаноамериканци | 11 (9,2%)   | 62 (34,3%)  |
| Укупно            | 120         | 181         |